# Limbatochlamys rosthorni
Limbatochlamys rosthorni là một loài bướm đêm trong họ Geometridae.